# Comunismo de caserna
Comunismo de caserna . (em alemão:  Kasernenkommunismus, em russo:  Казарменный коммунизм) foi o termo criado por Karl Marx para se referir aos conceitos igualitários primitivos do comunismo somados à regulamentação burocrática de todos os aspectos da atividade social. Em particular, Marx aplicou este termo às idéias de Sergey Nechayev, expostas em seu livro Fundamentos do Futuro Sistema Social e aos revolucionários "pequeno-burgueses" alemães de meados do século XVIII.
Mais tarde, ideólogos da União Soviética aplicaram este termo às tendências sociais na República Popular da China dos anos 1950 - 1970.